# Lider opozycji (Wielka Brytania)
Lider opozycji (ang. Leader of the Opposition) – polityk, który przewodzi Oficjalnej Opozycji Jego/Jej Królewskiej Mości (His/Her Majesty’s Most Loyal Opposition). Zwyczajowo jest nim lider największej partii opozycyjnej pod względem liczby reprezentantów w Izbie Gmin, aczkolwiek monarcha może powołać na to stanowisko dowolnego deputowanego, który nie jest członkiem rządu.
Lider opozycji zasiada w Tajnej Radzie, od 1937 otrzymuje od państwa uposażenie w wysokości 1/2 wynagrodzenia premiera i posiada służbowy samochód. Stoi również na czele gabinetu cieni.

## Lista Liderów opozycji
Pogrubionych drukiem wyróżniono tych liderów, którzy zostali później premierami.

### Liderzy opozycji w Izbie Gmin od 1807
- 1807–1817: George Ponsonby
- 1817–1821: George Tierney
- 1830–1830: John Spencer, wicehrabia Althorp
- 1830–1834: Robert Peel
- 1834–1835: lord John Russell
- 1835–1841: Robert Peel
- 1841–1846: lord John Russell
- 1846–1848: lord George Bentinck
- 1848–1848: Charles Manners, markiz Granby
- 1849–1851: Charles Manners, markiz Granby, John Charles Herries, Benjamin Disraeli
- 1851–1852: Benjamin Disraeli
- 1852–1852: lord John Russell
- 1852–1858: Benjamin Disraeli
- 1858–1859: Henry Temple, 3. wicehrabia Palmerston, lord John Russell
- 1859–1866: Benjamin Disraeli
- 1866–1868: William Ewart Gladstone
- 1868–1874: Benjamin Disraeli
- 1874–1875: William Ewart Gladstone
- 1875–1880: Spencer Cavendish, markiz Hartington
- 1880–1885: Stafford Northcote
- 1885–1886: William Ewart Gladstone
- 1886–1886: Michael Hicks-Beach
- 1886–1892: William Ewart Gladstone
- 1892–1895: Arthur Balfour
- 1895–1898: William Vernon Harcourt
- 1899–1905: Henry Campbell-Bannerman
- 1905–1906: Arthur Balfour
- 1906–1906: Joseph Chamberlain
- 1906–1911: Arthur Balfour
- 1911–1915: Andrew Bonar Law
- 1915–1916: Edward Carson
- 1916–1918: Herbert Henry Asquith
- 1918–1920: Donald Maclean
- 1920–1922: Herbert Henry Asquith
- 1922–1924: Ramsay MacDonald
- 1924–1924: Stanley Baldwin
- 1924–1929: Ramsay MacDonald
- 1929–1931: Stanley Baldwin
- 1931–1932: Arthur Henderson
- 1932–1935: George Lansbury
- 1935–1940: Clement Richard Attlee
- 1940–1941: Hastings Lees-Smith
- 1942–1942: Frederick Pethick-Lawrence
- 1942–1945: Arthur Greenwood
- 1945–1945: Clement Richard Attlee
- 1945–1951: Winston Churchill
- 1951–1955: Clement Richard Attlee
- 1955–1963: Hugh Gaitskell
- 1963–1963: George Brown
- 1963–1964: Harold Wilson
- 1964–1965: Alec Douglas-Home
- 1965–1970: Edward Heath
- 1970–1974: Harold Wilson
- 1974–1975: Edward Heath
- 1975–1979: Margaret Thatcher
- 1979–1980: James Callaghan
- 1980–1983: Michael Foot
- 1983–1992: Neil Kinnock
- 1992–1994: John Smith
- 1994–1994: Margaret Beckett
- 1994–1997: Tony Blair
- 1997–1997: John Major
- 1997–2001: William Hague
- 2001–2003: Iain Duncan Smith
- 2003–2005: Michael Howard
- 2005–2010: David Cameron
- 2010–2010: Harriet Harman
- 2010–2015: Ed Miliband
- 2015–2015: Harriet Harman (p.o.)
- 2015–2020: Jeremy Corbyn
- 2020–2024: Keir Starmer
- 2024–2024: Rishi Sunak
- od 2024: Kemi Badenoch

### Liderzy opozycji w Izbie Lordów w latach 1807–1915
- 1807–1817: William Grenville, 1. baron Grenville
- 1817–1830: Charles Grey, 2. hrabia Grey
- 1830–1834: Arthur Wellesley, 1. książę Wellington
- 1834–1835: William Lamb, 2. wicehrabia Melbourne
- 1835–1841: Arthur Wellesley, 1. książę Wellington
- 1841–1842: William Lamb, 2. wicehrabia Melbourne
- 1842–1846: Henry Petty-Fitzmaurice, 3. markiz Lansdowne
- 1846–1852: Edward Stanley, 14. hrabia Derby
- 1852–1852: Henry Petty-Fitzmaurice, 3. markiz Lansdowne
- 1852–1858: Edward Stanley, 14. hrabia Derby
- 1858–1859: Granville Leveson-Gower, 2. hrabia Granville
- 1859–1866: Edward Stanley, 14. hrabia Derby
- 1866–1868: John Russell, 1. hrabia Russell
- 1868–1868: Granville Leveson-Gower, 2. hrabia Granville
- 1868–1869: James Harris, 3. hrabia Malmesbury
- 1869–1870: Hugh Cairns, 1. baron Cairns
- 1870–1874: Charles Gordon-Lennox, 6. książę Richmond
- 1874–1880: Granville Leveson-Gower, 2. hrabia Granville
- 1880–1881: Benjamin Disraeli
- 1881–1885: Robert Gascoyne-Cecil, 3. markiz Salisbury
- 1885–1886: Granville Leveson-Gower, 2. hrabia Granville
- 1886–1886: Robert Gascoyne-Cecil, 3. markiz Salisbury
- 1886–1891: Granville Leveson-Gower, 2. hrabia Granville
- 1891–1892: John Wodehouse, 1. hrabia Kimberley
- 1892–1895: Robert Gascoyne-Cecil, 3. markiz Salisbury
- 1895–1896: Archibald Primrose, 5. hrabia Rosebery
- 1896–1902: John Wodehouse, 1. hrabia Kimberley
- 1902–1905: George Robinson, 1. markiz Ripon
- 1905–1915: Henry Petty-Fitzmaurice, 5. markiz Lansdowne